# Sinki (gmina Bądkowo)
Sinki – wieś w Polsce położona w województwie kujawsko-pomorskim, w powiecie aleksandrowskim, w gminie Bądkowo.

## Podział administracyjny
W latach 1975–1998 miejscowość należała administracyjnie do województwa włocławskiego. Wieś sołecka – zobacz jednostki pomocnicze gminy Bądkowo w  BIP.

## Historia
Słownik wymienia Szwinki  alias Sinki  w składzie dóbr Łowiczek. W 1885 roku było 22 osady gruntu mórg 323 (około 180,9 ha).